# هولی کول
هولی کول (انگلیسی: Holly Cole؛ زادهٔ ۲۵ نوامبر ۱۹۶۳) یک خواننده زن سبک جاز و پاپ اهل کانادا است. وی از سال ۱۹۸۳ میلادی تاکنون مشغول فعالیت بوده‌است.

## نگارخانه

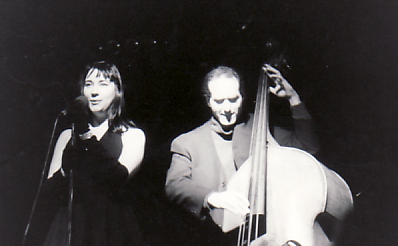